# Ladislav Grünner
Ladislav Grünner (6. ledna 1920 – 26. října 1983) byl československý novinář, publicista, znalec historie československého fotbalu.
Autor fotbalových ročenek z počátku 80. let dvacátého století, které vnesly systematičnost do postižení detailů tehdejší fotbalové současnosti a jejich uchování pro historii. Autor knihy „Majstrovstvá Europy vo futbale 1960–1984“ – vyšlo po jeho smrti v r. 1985 s doplněním poslední kapitoly od Ľubomíra Dávida.

## Dílo
- Majstrovstvá Europy vo futbale. 1960–1984
- Ľubomír Dávid, Ladislav Grünner, Juraj Hrivnák, Jozef Kšiňan, Jindřich Pejchar: Futbal 81/82 – ročenka
- Ľubomír Dávid, Ladislav Grünner, Juraj Hrivnák, Jozef Kšiňan, Jindřich Pejchar: Futbal 82/83 – ročenka
- Pamätnica Slovana - Polstoročie v belasom – 1969